# James McIntyre (Schiedsrichter)
James McIntyre (Lebensdaten unbekannt) war ein schottischer Fußballschiedsrichter und -spieler. 

## Karriere
Als Spieler war McIntyre für den FC Eastern aus Glasgow aktiv, der im Jahr 1873 gegründet worden war und einer von acht Vereinen war, die im März desselben Jahres an der Gründung der Scottish Football Association beteiligt waren. McIntyre wurde ein Jahr später ausgewählt, um das erste schottische Pokalfinale als Schiedsrichter zu leiten. Am 21. März 1874 pfiff McIntyre das erste Endspiel in der Geschichte des schottischen Pokals. Das vor 2.500 Zuschauern im Hampden Park ausgetragene Finale gewann der FC Queen’s Park mit 2:0 gegen den FC Clydesdale. McIntyre gab in der ersten Hälfte das vermeintlichte Führungstor/Phantomtor von Clydesdale, das er nach Protesten der Queen’s-Park-Spieler zurücknahm. Frederick Anderson (Clydesdale) hatte einen Ball an Torhüter John Dickson vorbeigeschossen, der vom Knie eines Zuschauers in das Tor abgeprallt wurde. Zu dieser Zeit gab es noch keine Tornetze.